# Jakow Biełopolski
Jakow Borisowicz Biełopolski (ros. Яков Борисович Белопольский, ur. 23 kwietnia?/6 maja 1913 w Kijowie, zm. 5 maja 1993 w Moskwie) – radziecki architekt.

## Życiorys
Był uczniem Borisa Iofana, w latach 1932–1937 studiował w Moskiewskiej Akademii Architektury, gdzie następnie wykładał, 1937–1941 brał aktywny udział w projektowaniu Pałacu Rad, wnętrz sali przyjęć rządowych, projektu placu przed budynkiem, sali wejściowej pawilonu na Wystawie Światowej w Nowym Jorku w 1939 roku. Uczestniczył również w konkursie na pomnik 26 komisarzy bakijskich, bohaterów Perekopu i osetyjskiego poety Kosty Chetagurowa. W 1946 wraz z Jewgienijem Wuczeticzem rozpoczął pracę nad Pomnikiem Żołnierzy Radzieckich w Berlinie w Treptower Parku, ukończonym w 1949. Był również jednym z wiodących architektów w pracach nad powojenną odbudową i zabudowywaniem Moskwy, jednym z głównych autorów projektów planowania i zabudowy jej rejonu południowo-zachodniego, a także projektów zbudowanych w latach 60. Pałacu Młodzieży, cyrku na prospekcie Wiernadskiego, bibliotek Akademii Nauk ZSRR, Akademii Nauk Medycznych ZSRR i Uniwersytetu Przyjaźni Narodów im. Lumumby. Pochowany na Cmentarzu Dońskim w Moskwie.

## Odznaczenia i nagrody
- Order Lenina
- Order „Znak Honoru”
- Nagroda Stalinowska (1950)
- Nagroda Leninowska (1970)
- Tytuł Ludowego Architekta ZSRR (1988)

i medale.